# Fannar Þór Friðgeirsson
Fannar Þór Friðgeirsson (* 3. Juni 1987 in Reykjavík) ist ein ehemaliger isländischer Handballspieler, der für die isländische Nationalmannschaft auflief.

## Karriere
Fannar Þór Friðgeirsson spielte bis zum Sommer 2010 beim isländischen Erstligisten Valur Reykjavík. Anschließend wurde er vom TV Emsdetten verpflichtet und in der 2. Handball-Bundesliga eingesetzt. Zur Saison 2012/13 wechselte der Mittelmann zum Bundesligisten HSG Wetzlar, von wo er nach einer Saison zum TV Großwallstadt ging. In der Saison 2015/16 stand er beim VfL Eintracht Hagen unter Vertrag. Im März 2016 verließ er aus privaten Gründen den VfL Eintracht Hagen. Ab dem Sommer 2016 lief er für den ASV Hamm-Westfalen auf.
Fannar Þór Friðgeirsson kehrte im Sommer 2018 nach Island zurück und schloss sich dem Erstligisten ÍBV Vestmannaeyja an. Dort beendete er nach drei Spielzeiten seine Karriere.